# Ut supra
Con l'espressione latina ut supra, che letteralmente significa "come sopra", l'autore di un testo scritto avvisa il lettore che, nel punto dove è inserita la locuzione in parola, deve considerarsi inserita altresì una sezione di testo identica ad altra di cui si è scritto in precedenza.
La forma è chiaramente un arcaismo ed è usata di rado, anche in opere scritte che adottino un registro stilistico particolarmente "solenne".
La si trova altresì nella forma supra (ad esempio nell'espressione "vedi supra" o "cfr. supra") seguita dal numero di capitolo, di paragrafo o di pagina cui l'autore del testo si riferisce quando abbia voluto effettuare un rinvio ad una parte precedente della sua stessa opera, in particolare negli scritti di carattere scientifico o didattico. In tale contesto si userà invece l'espressione infra per effettuare un rinvio ad una parte successiva.
Tali locuzioni sono anche diffuse in materia legale nella redazione di un atto giudiziario per richiamare la giurisprudenza o la dottrina già in precedenza indicate in riferimento alle ragioni sulle quali si fonda l'azione, la cosiddetta causa petendi, oppure nella parte finale dell'atto con la formula "ut supra rappresentato e difeso" (o altra formula similare), in riferimento alla parte assistita, ai dati del suo difensore ed alla procura allo stesso conferita.